# Кузбаський
Кузба́ський (рос. Кузбасский) — селище у складі Кемеровського округу Кемеровської області, Росія.
Стара назва — совхоз Октябрський.

## Населення
Населення — 1520 осіб (2010; 1417 у 2002).
Національний склад (станом на 2002 рік):
- росіяни — 92 %